# Kiss Endre (adóhivatali ellenőr)
Tokaji Kiss Endre (Tokaj, 1849. október 29. – Huszt, 1910) magyar királyi adóhivatali ellenőr.

## Élete
Szegény szülők gyermeke. A gimnáziumot 1861-68-ban Sárospatakon végezte, ahol tanára Szinyei Gerzson az irodalomban irányadója, buzdítója volt; beteg anyja reá lévén utalva, ezért Tokajban vállalt nevelőséget. 1869-ben a felső-szabolcsi egyházmegyén a tanítói vizsgát letette; azután Pilissy Lajos egyházmegyei tanácsbíró és országgyűlési képviselő házánál nevelő volt Bernáth Zsigmond unokái mellett Eperjeskén 1869-tól 1871-ig; különösen e család körében művelte ki magát. 1872-től 1874-ig Kisvárdán elemi népiskolai tanító volt; tagja a felső szabolcsi tanügyi választmány- és a tanítókat vizsgáló bizottságnak. 1875-től adóhivatalnok, majd ellenőr Kisvárdán. 1893 januárjában a Budapesten tartott adóhivatalnokok kongresszusa alkalmából az Emlékirat szerkesztője volt.
Társadalmi, ismeretterjesztő, nevelés-, ipar- és pénzügyi cikkei, beszélyei és költeményei a következő lapokban jelentek meg. Hazánk és a Külföld (1866-67., 1869-70.), Képes Népujság (1868. Apaffy Mihály apródja, pályadíjat nyert beszély), Politikai Néplap (1868), a Méhecske (1868), Néptanítók Lapja (1868-1871), Ungvári Közlöny (1868-1870), Ellenőr (1868-71), Szabolcs (1874-75.), Szabolcsmegyei Közlöny (1875-1877., 1880-82-ben főmunkatárs), Magyar Alföld (1881); Debreczeni Ellenőr (1881-82); Böszörményi Hirlap (1883-84), Kisvárdai Lapok.

## Munkái
- A kik a hazáért haltak meg. Történeti rajz. Sárospatak, 1870. (Pályadíjat nyert.)
- Kis arany abc, jó gyermekek számára. 23 szinezett képpel. Debreczen, 1873.
- A hazai ipar, mint társadalmi és nemzetgazdászi szükséglet. Irány-tanulmány, Nyiregyháza, 1880.
- Csóka Péter története. Népies iránybeszély, Zombor, 1885. (A Révay-pályázaton dicséretet nyert mű, előbb a Bácska c. lapban jelent meg.)
- Lytton. Egy komédiás fiú története. Elbeszélés. Kis-Várda. 1890. (A tiszta jövedelem, mely közel ezer forintot eredményezett, a tokaji tűzkárosultaké.)

### Kéziratban
- Semmiből minden, regény az ifjúság számára 1871, három kötet;
- A magyar szabadságharcz története dióhéjban, iskolák számára 1874.;
- A magyarországi népnevelésügy s néptanítók jelene (mutatvány a Szabolcsban 1875) 35 ív a hajdu-böszörményi ev. ref. tanító-egylet könyvtárában;
- Már késő, regény az ifjúság számára 1891;
- Vezérfonal az adóhivatali teendőkhöz 1891.

## Álneve és jegyei
Endrefi, -i, -fi, E-fy.